# Nuoto ai campionati mondiali di nuoto 2011 - 200 metri stile libero maschili
La specialità dei 200 metri stile libero maschili ai campionati mondiali di nuoto 2011 si è svolta presso lo Shanghai Oriental Sports Center di Shanghai.
Le qualifiche per la semifinale si sono svolte la mattina del 25 luglio 2011, mentre la semifinale si è svolta la sera dello stesso giorno. La finale, invece, si è svolta la sera del 26 luglio 2011.

## Medaglie
| Posizione | Atleta          | Paese       |
| --------- | --------------- | ----------- |
| Oro       | Ryan Lochte     | Stati Uniti |
| Argento   | Michael Phelps  | Stati Uniti |
| Bronzo    | Paul Biedermann | Germania    |

## Record
Prima della manifestazione il record del mondo (WR) e il record dei campionati (CR) erano i seguenti.
| Record mondiale       | 1'42"00 | Paul Biedermann Germania | 28 luglio 2009 Roma, Italia |
| Record dei campionati | 1'42"00 | Paul Biedermann Germania | 28 luglio 2009 Roma, Italia |

Nel corso della competizione non sono stati migliorati record.

## Batterie
| Pos. | Atleta                | Nazionalità         | Tempo   | Batteria | Corsia | Note |
| ---- | --------------------- | ------------------- | ------- | -------- | ------ | ---- |
| 1    | Ryan Lochte           | Stati Uniti         | 1:46.34 | 7        | 4      |      |
| 2    | Sebastiaan Verschuren | Paesi Bassi         | 1:46.53 | 7        | 3      |      |
| 3    | Paul Biedermann       | Germania            | 1:46.56 | 8        | 5      |      |
| 4    | Tae Hwan Park         | Corea del Sud       | 1:46.63 | 8        | 4      |      |
| 5    | Michael Phelps        | Stati Uniti         | 1:46.98 | 7        | 5      |      |
| 6    | Yannick Agnel         | Francia             | 1:47.11 | 6        | 4      |      |
| 7    | Dominik Meichtry      | Svizzera            | 1:47.38 | 7        | 7      |      |
| 8    | Ross Davenport        | Regno Unito         | 1:47.59 | 8        | 1      |      |
| 9    | Danila Izotov         | Russia              | 1:47.72 | 8        | 3      |      |
| 10   | Shaune Fraser         | Isole Cayman        | 1:47.73 | 7        | 8      |      |
| 11   | Robert Renwick        | Regno Unito         | 1:47.88 | 6        | 6      |      |
| 12   | Nimrod Shapira Baror  | Israele             | 1:48.11 | 5        | 3      |      |
| 13   | Yūki Kobori           | Giappone            | 1:48.19 | 7        | 1      |      |
| 14   | Nikita Lobintsev      | Russia              | 1:48.28 | 6        | 5      |      |
| 15   | Nicolas Oliveira      | Brasile             | 1:48.33 | 5        | 8      |      |
| 16   | Kenrick Monk          | Australia           | 1:48.42 | 8        | 6      |      |
| 17   | Tim Wallburger        | Germania            | 1:48.43 | 8        | 2      |      |
| 18   | Gianluca Maglia       | Italia              | 1:48.54 | 6        | 7      |      |
| 19   | Sho Uchida            | Giappone            | 1:48.64 | 6        | 1      |      |
| 20   | Marco Belotti         | Italia              | 1:48.66 | 6        | 8      |      |
| 21   | Markus Rogan          | Austria             | 1:48.82 | 5        | 5      |      |
| 22   | Thomas Fraserholmes   | Australia           | 1:48.86 | 6        | 3      |      |
| 23   | Matthew Stanley       | Nuova Zelanda       | 1:48.93 | 4        | 3      |      |
| 24   | Yunqi Li              | Cina                | 1:48.94 | 7        | 2      |      |
| 25   | Jean Basson           | Sudafrica           | 1:48.95 | 7        | 6      |      |
| 26   | Glenn Surgeloose      | Belgio              | 1:48.96 | 8        | 8      |      |
| 27   | Chad Bobrosky         | Canada              | 1:49.01 | 5        | 6      |      |
| 28   | Cristian Quintero     | Venezuela           | 1:49.27 | 5        | 7      |      |
| 29   | Haiqi Jiang           | Cina                | 1:49.43 | 6        | 2      |      |
| 30   | Joost Reijns          | Paesi Bassi         | 1:49.56 | 8        | 7      |      |
| 31   | Kai Wai David Wong    | Hong Kong           | 1:49.58 | 3        | 5      |      |
| 32   | Mads Glæsner          | Danimarca           | 1:49.59 | 5        | 2      |      |
| 33   | Benjamin Hockin       | Paraguay            | 1:49.85 | 5        | 1      |      |
| 34   | Dominik Straga        | Croazia             | 1:51.35 | 4        | 5      |      |
| 35   | Radovan Siljevski     | Serbia              | 1:51.42 | 4        | 4      |      |
| 36   | Uvis Kalnins          | Lettonia            | 1:52.20 | 3        | 2      |      |
| 37   | Robin Andreasson      | Svezia              | 1:52.21 | 4        | 2      |      |
| 38   | Ryan Pini             | Papua Nuova Guinea  | 1:52.23 | 5        | 4      |      |
| 39   | Mateo De Angulo       | Colombia            | 1:52.25 | 4        | 6      |      |
| 40   | Jessie Lacuna         | Filippine           | 1:52.27 | 4        | 7      |      |
| 41   | Martin Kutscher       | Uruguay             | 1:52.49 | 3        | 4      |      |
| 42   | Kai Quan Yeo          | Singapore           | 1:52.54 | 4        | 1      |      |
| 43   | Mario Montoya         | Costa Rica          | 1:52.64 | 3        | 7      |      |
| 44   | Raúl Martínez         | Porto Rico          | 1:52.93 | 4        | 8      |      |
| 45   | Sebastian Jahnsen     | Perù                | 1:53.68 | 3        | 1      |      |
| 46   | Irakli Revishvili     | Georgia             | 1:54.02 | 3        | 6      |      |
| 47   | Nicholas Schwab       | Rep. Dominicana     | 1:54.95 | 2        | 4      |      |
| 48   | Matthew Abeysinghe    | Sri Lanka           | 1:55.33 | 2        | 5      |      |
| 48   | Pham Nguyen           | Vietnam             | 1:55.33 | 3        | 3      |      |
| 50   | Allan Gutierrez       | Honduras            | 1:56.74 | 2        | 2      |      |
| 51   | Emanuele Nicolini     | San Marino          | 1:57.23 | 2        | 3      |      |
| 52   | Quinton Delie         | Namibia             | 1:57.47 | 2        | 7      |      |
| 53   | Mohamed Madouh        | Kuwait              | 1:57.64 | 3        | 8      |      |
| 54   | Jemal Le Grand        | Aruba               | 1:58.24 | 2        | 6      |      |
| 55   | Obaid Al Jasmi        | Emirati Arabi Uniti | 1:58.49 | 1        | 4      |      |
| 56   | Gebrel Ahmed          | Palestina           | 2:02.27 | 2        | 1      |      |
| 57   | Mathew Marquet        | Mauritius           | 2:02.41 | 2        | 8      |      |
| 58   | Paul Elaisa           | Figi                | 2:03.95 | 1        | 5      |      |
| 59   | Anderson Lim          | Brunei              | 2:06.40 | 1        | 3      |      |
| 60   | Ryan Govinden         | Seychelles          | 2:18.07 | 1        | 6      |      |

## Semifinali
| Pos. | Atleta                | Nazionalità   | Batteria | Corsia | Tempo   | Note |
| ---- | --------------------- | ------------- | -------- | ------ | ------- | ---- |
| 1    | Yannick Agnel         | Francia       | 1        | 3      | 1:45.62 |      |
| 2    | Paul Biedermann       | Germania      | 2        | 5      | 1:45.93 |      |
| 3    | Ryan Lochte           | Stati Uniti   | 2        | 4      | 1:46.11 |      |
| 4    | Tae Hwan Park         | Corea del Sud | 1        | 5      | 1:46.23 |      |
| 5    | Michael Phelps        | Stati Uniti   | 2        | 3      | 1:46.91 |      |
| 6    | Dominik Meichtry      | Svizzera      | 2        | 6      | 1:47.30 |      |
| 7    | Nikita Lobintsev      | Russia        | 1        | 1      | 1:47.34 |      |
| 8    | Danila Izotov         | Russia        | 2        | 2      | 1:47.39 |      |
| 9    | Sebastiaan Verschuren | Paesi Bassi   | 1        | 4      | 1:47.52 |      |
| 10   | Ross Davenport        | Regno Unito   | 1        | 6      | 1:47.76 |      |
| 11   | Kenrick Monk          | Australia     | 1        | 8      | 1:47.86 |      |
| 12   | Robert Renwick        | Regno Unito   | 2        | 7      | 1:47.89 |      |
| 13   | Nicolas Oliveira      | Brasile       | 2        | 8      | 1:48.18 |      |
| 14   | Shaune Fraser         | Isole Cayman  | 1        | 2      | 1:48.46 |      |
| 15   | Nimrod Shapira Baror  | Israele       | 1        | 7      | 1:48.59 |      |
| 16   | Yūki Kobori           | Giappone      | 2        | 1      | 1:48.65 |      |

## Finale
| Pos. | Atleta           | Nazionalità   | Tempo   | Corsia | Note |
| ---- | ---------------- | ------------- | ------- | ------ | ---- |
|      | Ryan Lochte      | Stati Uniti   | 1:44.44 | 3      |      |
|      | Michael Phelps   | Stati Uniti   | 1:44.79 | 2      |      |
|      | Paul Biedermann  | Germania      | 1:44.88 | 5      |      |
| 4    | Tae Hwan Park    | Corea del Sud | 1:44.92 | 6      |      |
| 5    | Yannick Agnel    | Francia       | 1:44.99 | 4      |      |
| 6    | Nikita Lobintsev | Russia        | 1:46.57 | 1      |      |
| 7    | Dominik Meichtry | Svizzera      | 1:47.02 | 7      |      |
| 8    | Danila Izotov    | Russia        | 1:47.46 | 8      |      |